# MV Agusta F4 1000 SENNA
Die F4 1000 SENNA ist ein Motorrad der Kategorie Superbikes des italienischen Herstellers MV Agusta.
Sie wurde im Sommer 2006 vorgestellt und basiert auf der F4 1000 R. Die Stückzahl war auf 300 limitiert.
Der Reihenvierzylinder-Motor leistete auch hier 128 kW/174 PS und 111 Nm.
Die wichtigsten Änderungen zur F4 1000 R sind die Verwendung einer Titannitrid-beschichtete 50 mm Upside-Down-Gabel, dem derzeitigen Topmodell von Marzocchi, ein extra leichtes, aus der Formel 1 abgeleitetes SACHS Racing-Federbein mit Einstellmöglichkeiten im High- und Low-Speed-Bereich, sowie silberfarbene Brembo-Schmiedefelgen.
Die Sitzbank war mit rotem Alcantara bezogen, ein exklusiver Lacksatz ist obligatorisch.
Fünf Prozent des Kaufpreises gingen an die von Formel-1-Weltmeister Ayrton Senna initiierte Stiftung Instituto Ayrton Senna zu Gunsten notleidender Kinder.
Der Listenpreis des deutschen Importeurs lag 2006 bei 29.900,00 €.

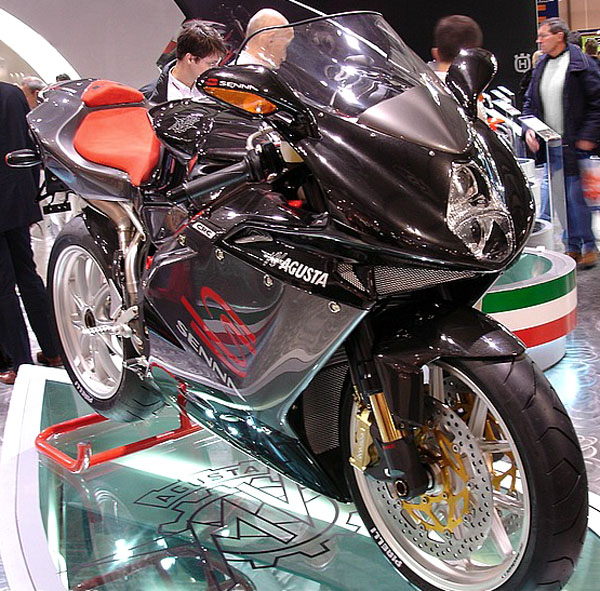
MV Agusta F4 1000 Senna